# Merah Pupuk
Merah Pupuk is een bestuurslaag in het regentschap Aceh Tengah van de provincie Atjeh, Indonesië. Merah Pupuk telt 455 inwoners (volkstelling 2010).